# Restaurant Can Bosch

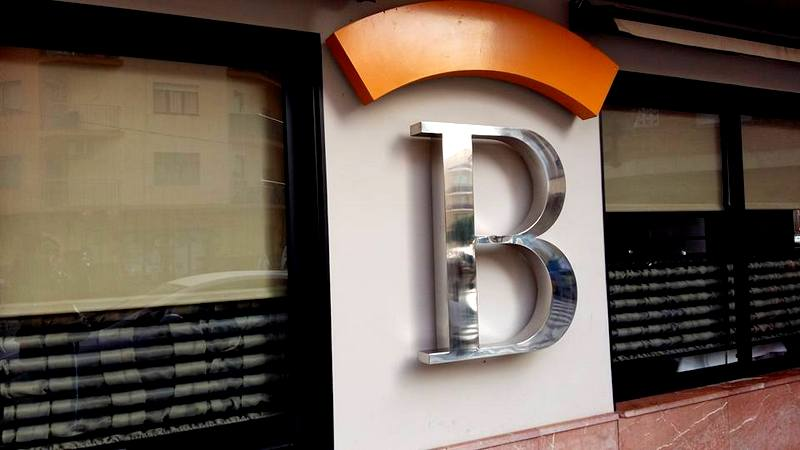
Façana

El restaurant Can Bosch és un restaurant de Cambrils, Costa Daurada, guardonat amb una  estrella Michelin des de 1984.
Té els seus orígens en el bar de pescadors que el 1969 obriren Joan Baptista Bosch i Lourdes Font. El 1980 s'obrí com a restaurant amb Joan Bosch i Montserrat Costa al capdavant. Des del 2012, el restaurant compta amb la tercera generació de la família Bosch, representada per Arnau Bosch i Eva Perelló.  
El 1984 aconsegueix una estrella Michelin, que ha mantingut fins a l'actualitat. El 1988 és premiat com a Restaurant de l'any per la Confraria Gastronòmica de la Costa Daurada, entre altres reconeixements.
La seva cuina, de base mediterrània i de mercat, ha evolucionat de cuina marinera a cuina vanguardista i d'autor sense oblidar la tradició culinària catalana.  